# گمینا زالوو
گمینا زالوو (به لهستانی:  Gmina Zalewo) یک گمینا در لهستان است که در شهرستان ایواوا واقع شده‌است. گمینا زالوو ۲۵۴٫۳۴ کیلومتر مربع مساحت و ۶٬۹۸۶ نفر جمعیت دارد.